# René Avilés Fabila
René Sadot Avilés Fabila (Ciudad de México, 15 de noviembre de 1940 - Ibídem, 9 de octubre de 2016), conocido como René Avilés Fabila, fue un escritor, periodista y catedrático universitario mexicano, autor de cuentos, novelas y obras autobiográficas. Era conocido como «El Búho». Algunas de sus obras están catalogadas dentro de la llamada "literatura de la Onda".

## Biografía
Hijo del también escritor René Avilés Rojas, René Avilés Fabila fue un notable exponente iberoamericano de la prosa narrativa contemporánea, cuya obra ha sido incluida en multitud de antologías, traducida a diversos idiomas y analizada por estudiosos de distintos países. Licenciado en Relaciones Internacionales por la Facultad de Ciencias Políticas y Sociales de la Universidad Nacional Autónoma de México (UNAM). Realizó estudios de posgrado en la Universidad de la Sorbona en París.
Fue catedrático universitario de la UNAM y de la Universidad Autónoma Metropolitana (UAM). Inició su carrera literaria en 1960. Se formó principalmente con los escritores Juan José Arreola, Juan Rulfo, José Revueltas, Ermilo Abreu Gómez y Francisco Monterde. En 1967, publicó su primera novela Los juegos. A esta siguieron El gran solitario de Palacio, Tantadel, La canción de Odette, Réquiem por un suicida, El reino vencido y El amor intangible. El gran solitario de Palacio es una novela sobre la Matanza de Tlatelolco.
Dentro del periodismo desarrolló una vasta labor, ampliamente reconocida, orientada hacia el análisis político y la divulgación cultural. Fue colaborador desde los años sesenta y setenta de diversos periódicos mexicanos de circulación nacional como El Día, El Universal, El Nacional, Diario de México y Unomásuno, del que fue fundador. En el periódico Excélsior, fue colaborador del suplemento cultural «Diorama de la Cultura»; editor del diario entre 1981 y 1998; director de la sección cultural (1984-1986); y fundador y director del suplemento cultural «El Búho» (1985-1999), que sucedió a «Diorama de la Cultura». Asimismo, fue director de Revista de Revistas entre 2004 y 2005. Fue colaborador de las revistas Siempre!, La Crisis, Conservatorianos, Revista de la Universidad de México, Mester y Casa del Tiempo. Entre las internacionales destacan sus artículos para Casa de las Américas de La Habana.
En 1965 obtuvo la beca del Centro Mexicano de Escritores, entonces dirigido por Juan Rulfo, Juan José Arreola y Francisco Monterde. Con esta beca escribió su primer libro de cuentos Hacia el fin del mundo, editado por el Fondo de Cultura Económica. De 1994 a 2000 fue becario del Sistema Nacional de Creadores y jurado en la rama literaria 2002-2004. Desde 1996 fue miembro de la Sociedad Europea de Cultura (Venecia).
Grupo Patria Cultural, a través de su editorial Nueva Imagen, publicó entre 2001 y 2007 las Obras completas de Avilés Fabila en 14 tomos.
En 2003 instaura la Fundación René Avilés Fabila y en 2008 el Museo del Escritor, ambos organismos para impulsar múltiples tareas de rescate y promoción culturales. En 2014, como parte de los homenajes realizados en su honor por la Benemérita Universidad Autónoma de Puebla (BUAP), es creada la Colección Literaria para Jóvenes Escritores "René Avilés Fabila". Este mismo año aparecieron los primeros tres títulos. 
En 2010 la Universidad Autónoma Metropolitana le nombró «Profesor Distinguido». Al mismo tiempo se le rindió homenaje en la Feria Internacional del Libro del Palacio de Minería (FILPM). y en enero de 2011 el Consejo Nacional para la Cultura y las Artes a través del Instituto Nacional de Bellas Artes lo reconoció como Protagonista de la Literatura Mexicana.
Entre los cargos de gestión cultural que ocupó destacan: 
- Jefe de Información del Comité Organizador de los XX Juegos Olímpicos y Director de Publicaciones del Instituto Nacional de la Juventud Mexicana (1967-1968)
- Jefe del Departamento de Política y Cultura de la UAM – Xochimilco (1980-1984)
- Director general de difusión cultural de la UNAM (1985-1986)
- Director de la Rama Literaria de la Sociedad General de Escritores de México (SOGEM) (1997-1998)
- Coordinador de Extensión Universitaria de la UAM – Xochimilco (1998-2002)
- Director del Centro de Escritores Juan José Arreola (1999-2004)

Falleció la mañana del domingo 9 de octubre de 2016 a causa de un infarto.

## Premios y distinciones
- Mención del Premio Casa de las Américas (1972)
- Premio Nacional de Periodismo del Club de Periodistas de México por mejor suplemento cultural en El Búho en 1990.
- Premio Nacional de Periodismo de México por divulgación cultural (1991)[6]
- Premio Nacional de Periodismo del Club de Periodistas de México por mejor artículo de fondo (1992)
- Premio Planeta de novela que declara finalista a su novela Réquiem por un suicida (1993)
- Premio Bellas Artes de Narrativa Colima para Obra Publicada por su libro Los animales prodigiosos (1997)[2]
- Designación como Ombudsman defensor de los periodistas del diario regional Síntesis', editado en Puebla, Tlaxcala e Hidalgo (2006).
- Recipiendario de la copia de la cédula Real de la Fundación de la ciudad de Puebla de los Ángeles (2010).
- Recipiendario del Premio "Alux a la Eminencia" por el diario regional Síntesis' (2010).
- Recipiendario de la medalla Veracruz por sus méritos literarios por el Gobierno del Estado de Veracruz (2010).
- En 2010 la Universidad Autónoma Metropolitana le nombró Profesor Distinguido.
- Ha recibido múltiples homenajes por 25, 40, 25, 40, 45 y 50 años como escritor organizados por la UNAM, la UAM, el IPN, el CNCA, el INBA y el FCE, entre otras instituciones.
- La Universidad Juárez Autónoma de Tabasco le pone su nombre a la Feria del Libro de 2014, al mismo tiempo le entrega el Premio Mallinali.
- Es nombrado Presidente del Premio Nacional de Periodismo, edición ciudadana, 2014.
- Doctor honoris causa por la Universidad Popular Autónoma de Veracruz, UPAV.
- Medalla al Mérito Artístico de la Asamblea Legislativa del Distrito Federal, 2013.
- Medalla Bellas Artes 2014.

## Obras

### Novela
- Los juegos (1967)
- El gran solitario de Palacio (1971)
- Tantadel (1975)
- La canción de Odette (1982)
- Réquiem por un suicida (1993)
- El reino vencido (2005)
- El amor intangible (2008)

### Cuentos
- Hacia el fin del mundo (1969)
- Alegorías (1970)
- La lluvia no mata las flores (1970)
- La desaparición de Hollywood (y otras sugerencias para principiar un libro) (1973)
- Nueva Utopía y los guerrilleros (1973)
- De secuestros y uno que otro sabotaje (1978)
- Pueblo en sombras (1978)
- Fantasías en carrusel (1978)
- Lejos del Edén, la Tierra (1980)
- Los oficios perdidos (1983)
- Los fantasmas y yo (1985)
- Todo el amor (1995)
- Cuentos y descuentos (1986)
- Los animales prodigiosos (1989)
- Borges y yo (1991)
- Fragmentos de la Bitácora de Noé (1993)
- René Avilés Fabila. Material de lectura (1994)
- Catálogo de sorpresas (1996)
- Cuentos de hadas amorosas (1998)
- Antología personal amorosa (1999)
- Casa del silencio (2001)
- Bestiario de seres prodigiosos (2001)
- El bosque de los prodigios (2007)
- El evangelio según René Avilés Fabila (2009)
- De sirenas a sirenas (2010)
- "La cantante desafinada" (2014)

### Ensayo y memorias
- Memorias de un comunista (maquinuscrito encontrado en un basurero de Perisur) (1991)
- Recordanzas (1996)
- Nuevas recordanzas (1999)
- El libro de mi madre (2003)
- Material de los inmediato (2005)
- Antigua grandeza mexicana (2010)